# ألباريس
بلدية ألباريس (بالإسبانية: Albares) هي بلدية تقع في مقاطعة غوادالاخارا التابعة لمنطقة كاستيا لا مانتشا وسط إسبانيا.

## الديموغرافيا
بلغ عدد سكان بلدية ألباريس 567 نسمة عام 2011 (وفقاً للمعهد الوطني الإسباني للإحصاء).
| 520 | 483 | 488 | 491 | 528 | 547 | 567 |